# Стоун, Хэл
Хэл Стоун (англ. Hal Stone; 14 декабря 1927 — 23 мая 2020) — американский писатель и психотерапевт, создатель (совместно с Сидрой Стоун) метода «диалог с голосами» (англ. Voice Dialogue).

## Биография
Получил доктора философии по психологии в Калифорнийском университете в Лос-Анджелесе в 1953 году. В период с 1953 по 1957 гг. он состоял психологом в армии США выйдя в отставку в звании капитана. После службы в армии занялся частной практикой и поступил на обучение в Институт К. Г. Юнга в Лос-Анджелесе, который закончил в 1961 году. В 60-х и начале 70-х работал аналитиком. Для более глубокого исследования внутреннего мира он использовал юнгианские знания и исследовал мифологию, сны и сказки. В 60-х он также стал дипломированным членом Американского совета экспертов по профессиональной психологии, работал консультантом в отделе психиатрии и психологии в Больнице горы Синай в Лос-Анджелесе и был одним из координаторов гуманитарной программы в новой Калифорнийской школе профессиональной психологии.
В 60-х годах помогал координировать ряд программ по исследованию новых способов трансформации сознания посредством программы филиала Калифорнийского университета в Беркли, который представил данные исследования широкой аудитории. Его интерес к новым модальностям привёл к уходу из Института Юнга в 1970 году и прекращению работы аналитиком в 1975 году.
В 1973 году учредил исследовательский Центр науки исцеления, первый в США Холистический центр обучения здоровью. Это стало новой вехой в психологии и альтернативной медицине. Его программы послужили основой для духовно-психологической работы с болезнями, он являлся исполнительным директором центра до 1979 года. Затем вернулся к частной практике и начал активно сотрудничать со своей женой, Сидрой Стоун.
Дочь Хэла и Сидры Стоун, Тамар Стоун (англ. J. Tamar Stone), единственная из детей, продолжила идти по стопам отца и практикует метод «диалога с голосами» в Боулдер, штат Колорадо, США.

## Книги
- Stone, H., Embracing Heaven and Earth. Devorss & Co, 1985. — ISBN 0-87516-547-8
- Stone, H., Stone, S., Embracing Each Other: How to Make All Your Relationships Work for You. Delos Publications, 1989. — ISBN 1-56557-062-6
- Stone, H., Stone, S., Embracing Our Selves: The Voice Dialogue Manual. Nataraj Publishing, 1993. — ISBN 1-882591-06-2
- Stone, H., Stone S., Embracing Your Inner Critic: Turning Self-Criticism into a Creative Asset. San Francisco: HarperSanFrancisco, 1993. — ISBN 0-06-250757-5
- Stone, S., Stone, H., You Don’t Have to Write a Book!. Delos Publications, 1998. — ISBN 1-56557-060-X
- Stone, H., Stone S., Partnering: A New Kind of Relationship. New World Library, 2000. — ISBN 1-57731-107-8
- Stone, H., Stone, S., (Editing & Reflections by Dianne Braden), «THE FIRESIDE CHATS with Hal and Sidra Stone» Delos Publications, 2011 — ISBN 978-1-56557-039-9